# Петър Петров (шахматист)
Вижте пояснителната страница за други личности с името Петър Петров.
Петър Стойнев/Симеонов Петров е български шахматист и журналист.
Активната му състезателна кариера е в периода 1940 – 1951 г. През 1946 г. става шампион на България. Участва на Балканиадата по шахмат през 1947 г., като актива му е две загуби. Става носител на бронзов отборен медал. Подвизава се дълги години като шахматен журналист в радио София.